# アンダマン諸語

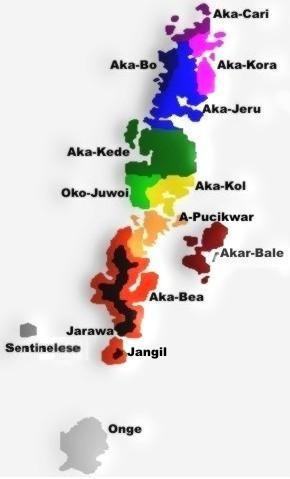
大アンダマン語と南アンダマン語の地域分布

アンダマン諸語（アンダマンしょご、Andamanese languages）は、今日インド領であるアンダマン諸島で話されている言語の総称である。
大アンダマン語族は音韻的な特徴や人類学的な見地から、パプア諸語、オーストラリア諸語、タスマニア語と合わせてインド・太平洋大語族を形成するという説がある。オンガン語族はオーストロネシア語族と関係があるとする説があるが、証明されていない。また、大アンダマン語族とオンガン語族の関係性は知られていない。センチネル語についてはオンガン語族に近縁とも推測されるが、研究が全くなされておらず、不明である。
なお、南に隣接するニコバル諸島の言語（ニコバル諸語）は、オーストロアジア語族である。

## 言語
大アンダマン語族の言語はすべて死語である。使用されている地域を紹介する。
- 大アンダマン語族(Great Andamanese)
  - 北部語群(Northern) †
    - アカ・チャリ語(Aka-Cari) †死語
    - アカ・コラ語(Aka-Kora) †死語 - 2009年11月最後の話者Boro（推定年齢74歳・女性）が死亡した[1][2][3]。
    - アカ・ジェル語(Aka-Jeru) †死語
    - アカ・ボ語(Aka-Bo) †死語 - 2010年1月26日最後の話者Boa Sr.（推定年齢85歳・女性）が死亡した[1][2][4]。

  - 中央語群(Central)
    - アカ・ケデ語(Aka-Kede) †死語
    - アカ・コル語(Aka-Kol) †死語
    - ア・プチクワル語(A-Pucikwar) †死語
    - オコ・ジュウォイ語(Oko-Juwoi) †死語

  - 南部語群(Southern)
    - アカ・ベア語(Aka-Bea) †死語
    - アカル・バレ語(Akar-Bale) †死語

- オンガン語族(Ongan)
  - ジャラワ語(Jarawa) 300人（ジャラワ族） アンダマン島、ルトランド島、南アンダマン島、中アンダマン島
  - オンゲ語(Onge) 96人（オンゲ族） 南アンダマン島Dugong Creek及びサウス・ベイ島
  - ジャンギル語(Jangil)†死語
- センティネル語(Sentinel) 　センチネル族101人 北センティネル島